# Шолудько Олександр Михайлович
Олекса́ндр Миха́йлович Шолудько (16 червня 1988 — 20 жовтня 2015) — солдат Збройних сил України, учасник російсько-української війни.

## Життєпис
Народився в селі Уїздці Рівненської області. Закінчив уїздецьку ЗОШ, з родиною проживав у своєму селі; любив коней, орав односельцям городи.
Мобілізований 10 березня 2015 року, солдат 24-ї окремої механізованої бригади.
12 жовтня 2015-го поблизу 29-го блокпосту на трасі «Бахмутка» біля смт Новотошківське під час виконання бойового завдання Олександр підірвався на «розтяжці». Внаслідок вибуху втратив руку та багато крові.
20 жовтня, так і не опритомнівши, помер у Харківському військовому шпиталі.
23 жовтня 2015 року похований в селі Уїздці Здолбунівського району.
Без Олександра лишилися мама, дружина, маленька донька, сестра.

## Нагороди та вшанування
За особисту мужність, сумлінне та бездоганне служіння Українському народові, зразкове виконання військового обов'язку відзначений — нагороджений
- орденом «За мужність» ІІІ ступеня (9.1.2016, посмертно)[1]
- 19 травня 2016 року на будівлі Уїздецької ЗОШ відкрито та освячено меморіальну дошку Олександру Шолудьку.